# ダグマル・ノイバウアー
ダグマル・ノイバウアー（Dagmar Rübsam-Neubauer、1962年6月3日 - ）は、東ドイツの陸上競技選手。1980年代に400mを中心に活躍した女子短距離選手である。1988年ソウルオリンピックの銅メダリストである。ズール県ズール出身。

## 経歴
ノイバウアーは、1982年のヨーロッパ選手権に出場。400mでは6位に終わったが、4×400mRでは、キルステン・ジーモン、ザビーネ・ブッシュ、マリタ・コッホとともに、3分19秒04の世界新記録で金メダルを獲得。翌1983年の第1回の世界選手権の4×400mRでも金メダルを獲得した。
1984年ロサンゼルスオリンピックには、東ドイツが出場をボイコットしたため、不参加であったが、オリンピックの直前には、ノイバウアーとゲジーネ・ヴァルター、ブッシュ、コッホの4人は、4×400mで3分15秒92の世界新記録を樹立している。この記録は2008年現在でも世界歴代3位の記録である。
ノイバウアーは、1987年のローマで開催された世界選手権の4×400mRでも金メダルを獲得。そして、1988年、初出場のソウルオリンピックでも4×400mRに出場（キルステン・エメルマン、ペトラ・ミュラー、ブッシュ）したが、4年前にノイバウアーらが出した東ドイツの世界記録を、ソ連、アメリカに更新され、銅メダルに終わった。

## 自己ベスト
- 400m - 49秒58 (1984年)

## 主な実績
| 年   | 大会                             | 場所                       | 種目    | 結果      | 記録      |
| ---- | -------------------------------- | -------------------------- | ------- | --------- | --------- |
| 1982 | ヨーロッパ室内陸上競技選手権大会 | ミラノ(イタリア)           | 400m    | 2位       | 51秒18    |
| 1982 | ヨーロッパ陸上競技選手権大会     | アテネ(ギリシャ)           | 400m    | 6位       | 50秒76    |
| 1982 | ヨーロッパ陸上競技選手権大会     | アテネ(ギリシャ)           | 4×400mR | 1位       | 3分19秒05 |
| 1983 | 世界陸上競技選手権大会           | ヘルシンキ(フィンランド)   | 400m    | 7位       | 50秒48    |
| 1983 | 世界陸上競技選手権大会           | ヘルシンキ(フィンランド)   | 4×400mR | 1位       | 3分19秒73 |
| 1985 | ヨーロッパ室内陸上競技選手権大会 | アテネ・ピレウス(ギリシャ) | 400m    | 2位       | 51秒40    |
| 1987 | 世界陸上競技選手権大会           | ローマ(イタリア)           | 400m    | 3位（sf） | 52秒15    |
| 1987 | 世界陸上競技選手権大会           | ローマ(イタリア)           | 4×400mR | 1位       | 3分18秒63 |
| 1988 | ヨーロッパ室内陸上競技選手権大会 | ブダペスト(ハンガリー)     | 400m    | 3位       | 51秒57    |
| 1988 | オリンピック                     | ソウル（韓国）             | 400m    | 8位（sf） | 50秒92    |
| 1988 | オリンピック                     | ソウル（韓国）             | 4×400mR | 3位       | 3分18秒29 |

- sfは準決勝